# Neeltje Jans
Neeltje Jans ist eine künstliche, unbewohnte Insel in der niederländischen Provinz Zeeland. Sie liegt zwischen den Inseln Schouwen-Duiveland und Noord-Beveland, politisch ist sie jedoch Teil der Gemeinde Veere auf der Halbinsel Walcheren. Der Name Neeltje Jans stammt von einem Boot, das auf der Insel gestrandet ist und geht ursprünglich auf die regionale, germanische Schutzpatronin Nehalennia zurück.
Die Insel zieht Besucher mit dem Freizeitpark Deltapark Neeltje Jans an. Entstanden ist er aus einem Informationszentrum über die Deltawerke.

## Geschichte

### Bau der Deltawerke
Neeltje Jans war bis zum Beginn der Konstruktion der Deltawerke lediglich eine Sandbank an der Mündung der Oosterschelde in die Nordsee. Für die Arbeiten wurde die Sandbank jedoch angehoben und es entstand eine Arbeitsinsel, die während des Baus des großen Sturmflutwehrs Oosterscheldekering genutzt wurde.

### Naturschutz und Freizeitpark
Nach der Fertigstellung der Deltawerke im Jahr 1986 wurde die Insel durch die Vereniging Natuurmonumenten und die Interessengemeinschaft Het Zeeuwse Landschap gekauft. Diese richteten ein Naturschutzgebiet ein und erbauten einen Freizeitpark. Von hier aus starten diverse Boots- und Wandertouren, bei denen Besucher das Gebiet der Oosterschelde erkunden können. Seit 2002 ist Neeltje Jans Teil des Nationalparks Oosterschelde, dessen Besucherzentrum die Insel seither beherbergt.
Neeltje Jans war Ziel der 2. Etappe der Tour de France 2015.

## Galerie

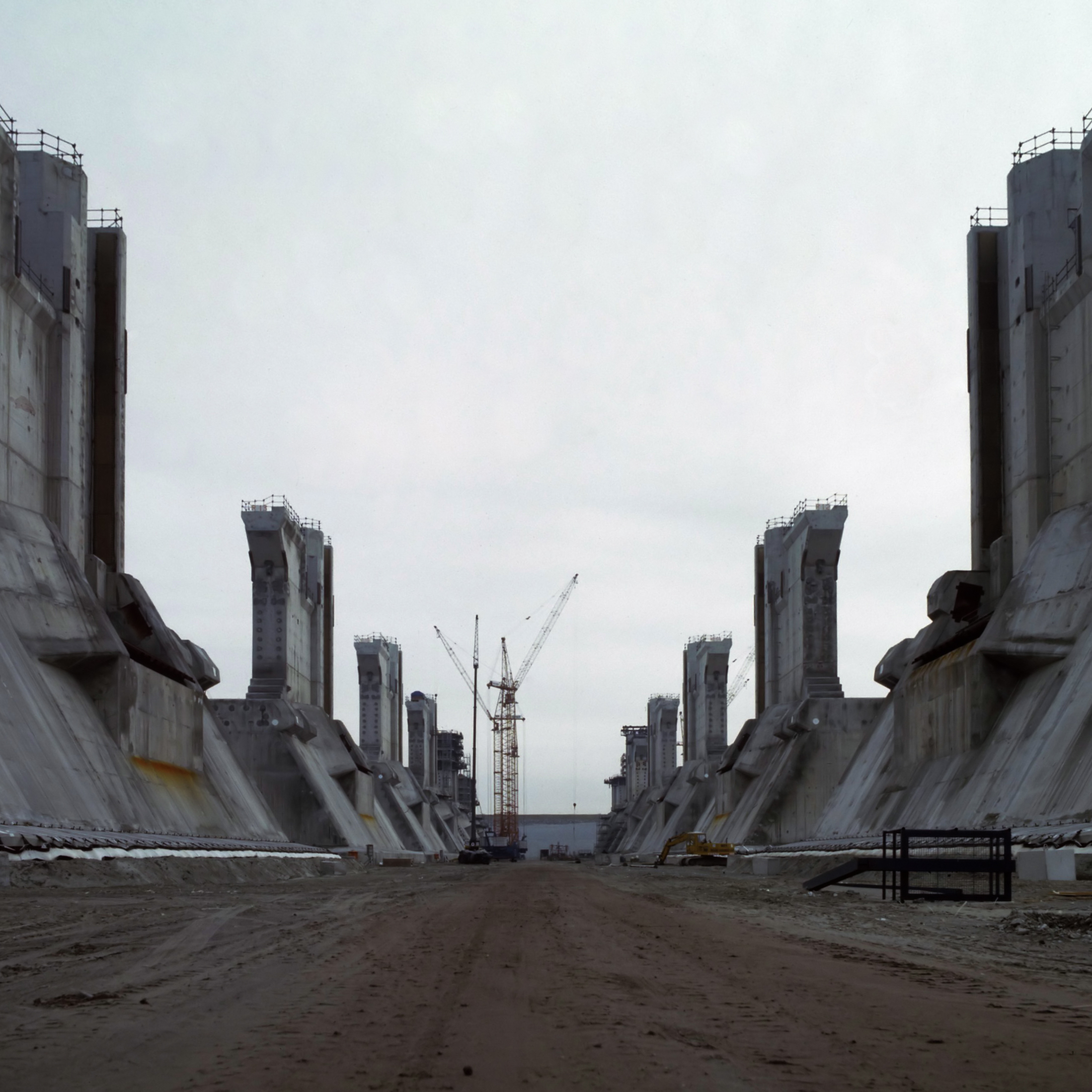
Oosterscheldekering im Bau (1982)
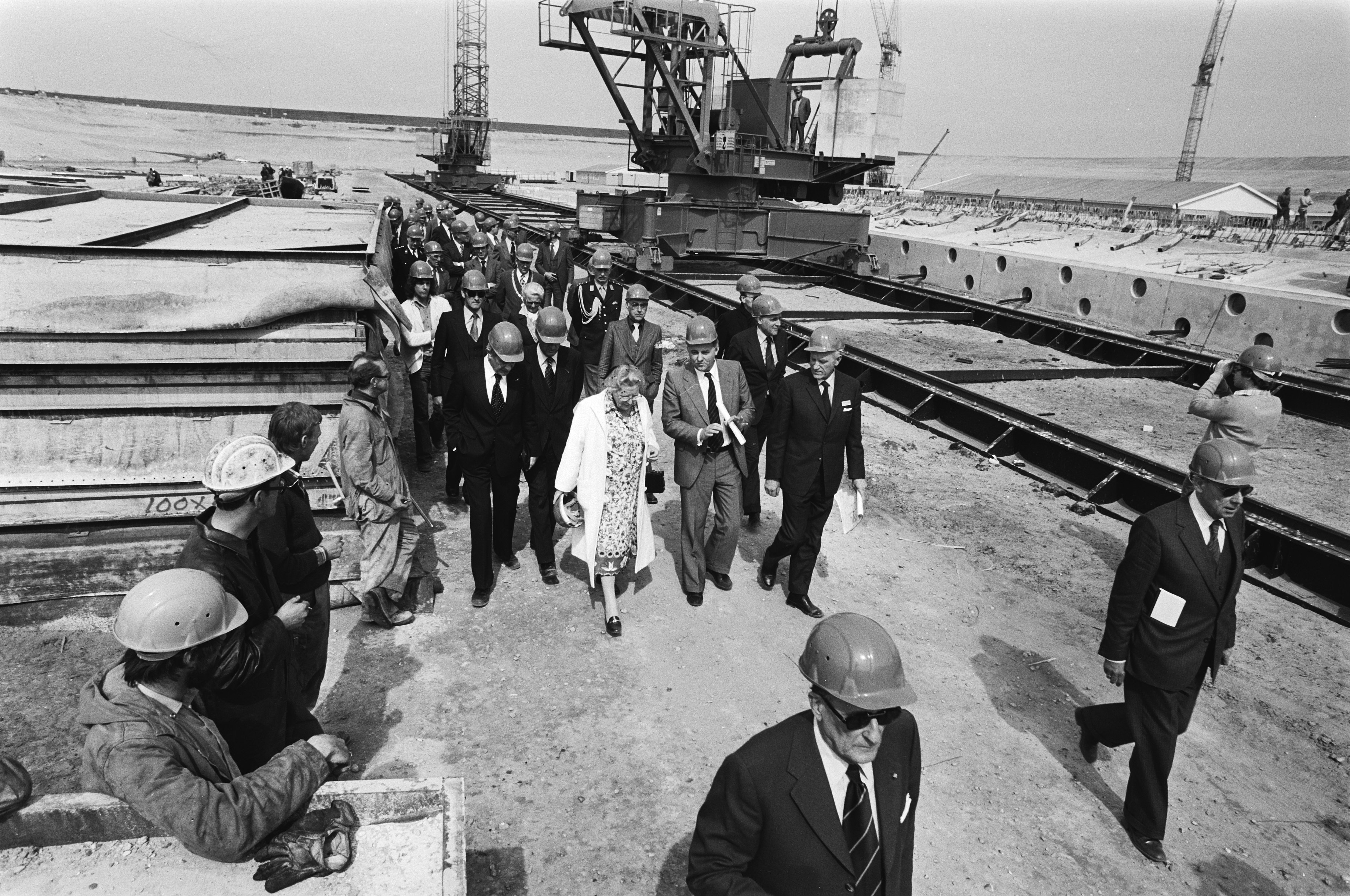
Königin Juliana beim Besuch der Bauarbeiten (10. Mai 1979)
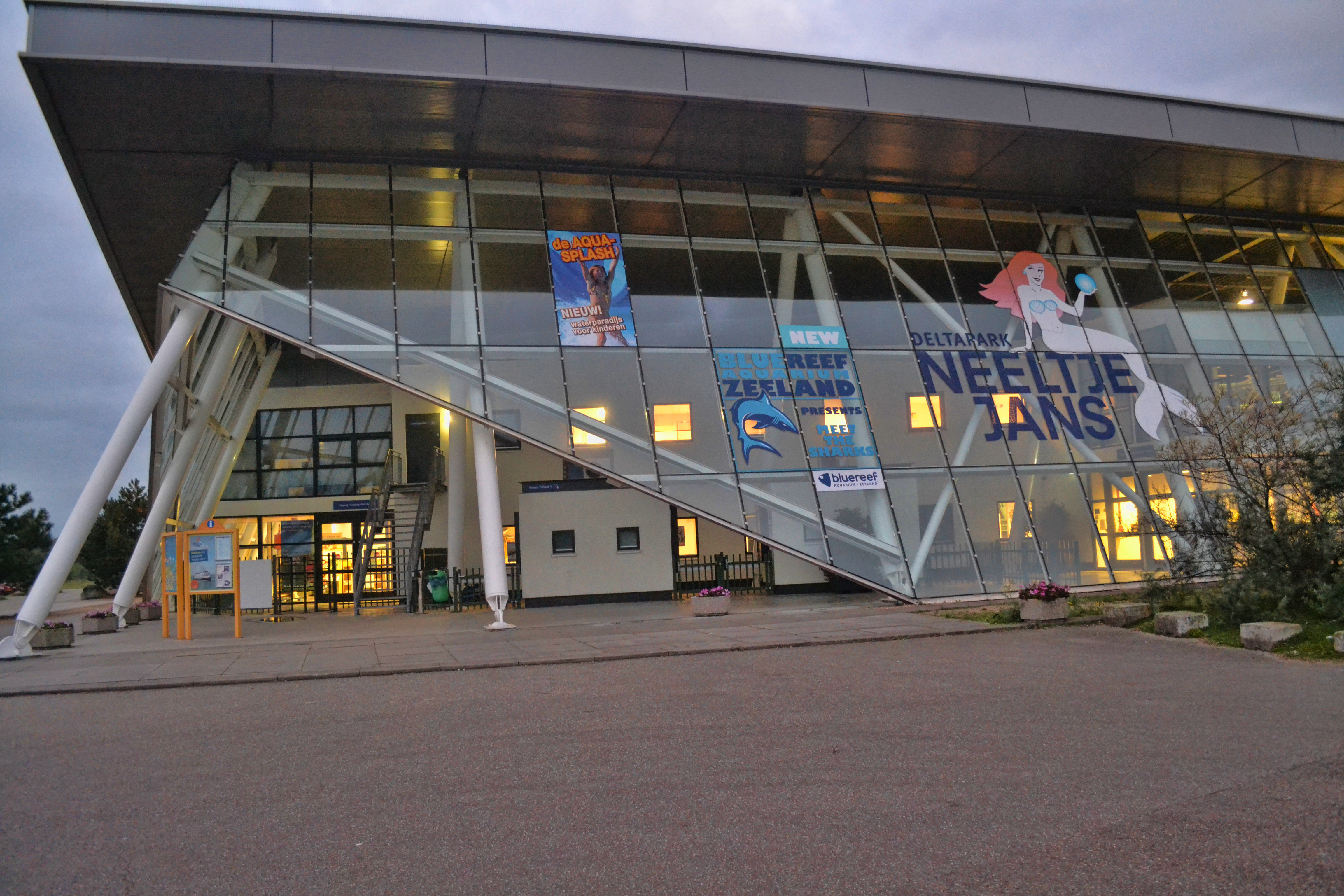
Besucherzentrum des Nationalparks Oosterschelde auf Neeltje Jans